# Catulle
Ne doit pas être confondu avec Catulle Mendès.
Catulle (en latin C. Valerius Catullus) est un poète romain. Selon Suétone, il serait né à Vérone en Gaule cisalpine ou peut-être à Sirmio (actuelle Sirmione), ville située au bord du lac Benacus (actuel lac de Garde), en 84 av. J.-C. Il meurt aux alentours de 54 av. J.-C. à Rome, où il a passé la plus grande partie de sa vie.

## Biographie

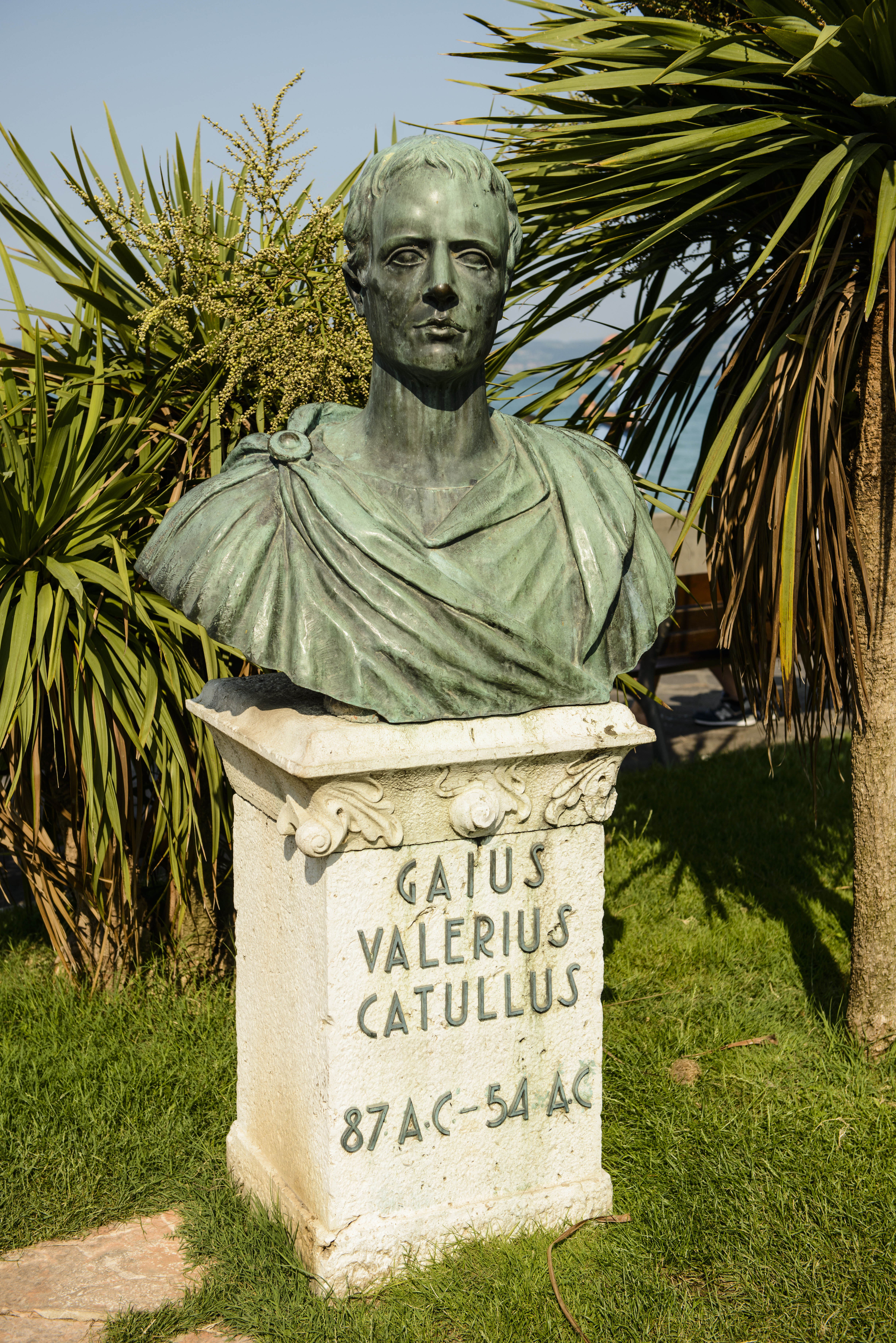
Statue moderne représentant Catulle, à Sirmione (Italie).

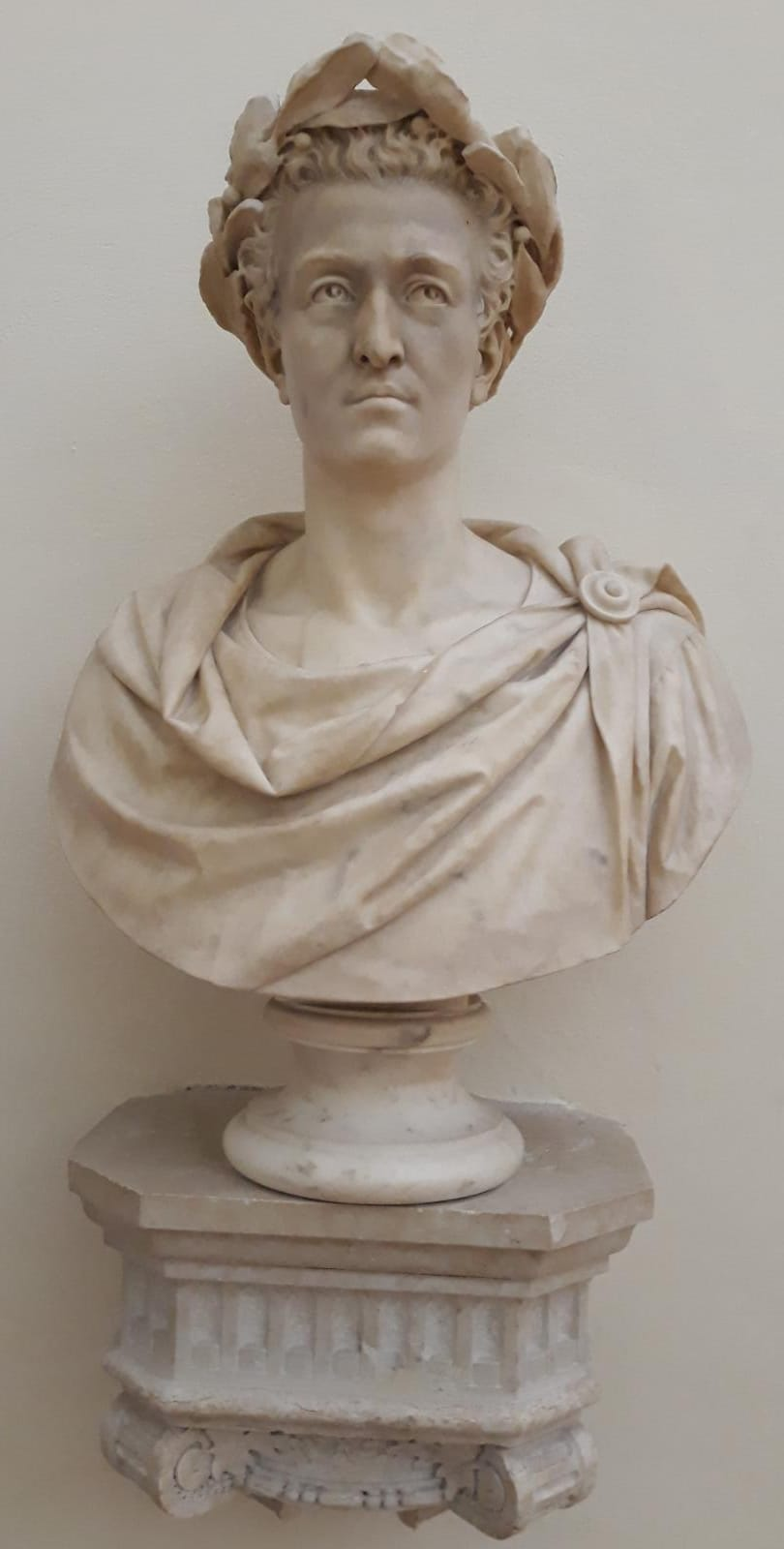
Le buste de Catulle dans la Protomothèque de la Bibliothèque municipale de Vérone.

Membre de la famille des Valerii, cette dernière occupait un rang très élevé. Même s'il vivait à Rome, Catulle avait cependant gardé des liens avec sa patrie d'origine. On trouve d'ailleurs au bord du lac de Garde les vestiges de la villa de Catulle. Elle se situait à Sirmione, « la perle des presqu'îles et des îles ».
Il vient à Rome en -68 et y mène une vie d'homme oisif, cultivé et fortuné. Il entre en relation avec tous les hauts personnages de son temps : Jules César, Cicéron — que Catulle détestait —, Cornélius Népos qui était un ami de Catulle, Asinius Pollion et Quintus Hortensius Hortalus.
De -62 à -58, il vit une liaison difficile avec Lesbie. La critique moderne s'accorde à reconnaître en elle une certaine Claudia, épouse du consul Quintus Caecilius Metellus Celer, mort en -59. Le poète exprime dans plusieurs de ses pièces son déchirement devant l'envie de quitter cette muse aux mœurs très volages — soupçonnée par ailleurs d'avoir empoisonné son époux en -59, de nourrir des relations avec plus de 300 amants et d'entretenir une relation incestueuse avec son frère — et la passion dévorante qu'il éprouve jalousement. Parallèlement, Catulle éprouve un amour — non réciproque — pour un jeune Romain, Juventius, auquel il dédie également de nombreux poèmes. Ce jeune garçon se donne à un autre poète, Furius, ce qui exacerbe la jalousie et la souffrance de Catulle[réf. nécessaire].
En -57, après sa rupture avec Lesbie, Catulle part en Bithynie pour une brève période militaire avec son ami Caius Memmius nommé propréteur de cette province. Le poète latin est déçu : il ne trouve pas là-bas la fortune escomptée et décide alors de rentrer à Rome. Sur le chemin du retour, il s'arrête en Troade pour se recueillir sur la tombe de son frère. Il revint ensuite à Rome, vers -56, où il s'oppose très fortement à Jules César avant de se réconcilier in extremis avec lui.
Catulle meurt à un âge indéterminé, de causes inconnues ; la seule certitude concernant sa fin est qu'il cesse d'écrire alors qu'il est encore jeune.

## Le cénacle de Catulle
On ne connaît bien ce cénacle qu'à travers le prisme de Catulle lui-même : de tous les membres qui composaient ce cercle littéraire, seul Catulle est passé à la postérité. Les poètes de ce cénacle sont surnommés les noui poetae ou les neôteroi (« les nouveaux poètes ») : ils s'opposent, en effet, aux auteurs qui admirent les Anciens et qui font l'éloge de l'inspiration nationale. Admiratrice des poètes alexandrins et en particulier de Callimaque, qui avait propagé un nouveau genre poétique différent de celui d'Homère, cette nouvelle école prend pour sujet non plus les hauts faits des anciens héros ou des dieux, mais des thèmes plus personnels. Ces auteurs cherchent à se démarquer de ce qui a préexisté et cultivent, pour ce faire, la rareté : l'auteur devient le sujet même de son œuvre.
Aussi, Catulle n'hésite pas, dans l'une de ses élégies, à railler vigoureusement un historien de l'ancienne école en déclarant : Annales Volusi, cacata carta (« Les Annales de Volusius : des papiers merdeux »)[réf. nécessaire].
La poésie de Catulle et du cercle des noui poetae présente plusieurs caractéristiques bien identifiables :
- l'utilisation de termes rares, parfois même de néologismes ;
- une métrique assez recherchée, inspirée du grec ;
- des hellénismes abondants ;
- un recours aux légendes les moins connues de la poésie.

Ce mouvement a été perçu avec plus ou moins de considération. Ces noui poetae avaient pris pour modèle Euphorion, un poète lyrique grec du IIIe siècle av. J.-C., ce qui leur avait valu, de la part de Cicéron, la dénomination railleuse de cantores Euphorionis, « ceux qui n'ont à la bouche que les poèmes d'Euphorion ».

## L’œuvre de Catulle

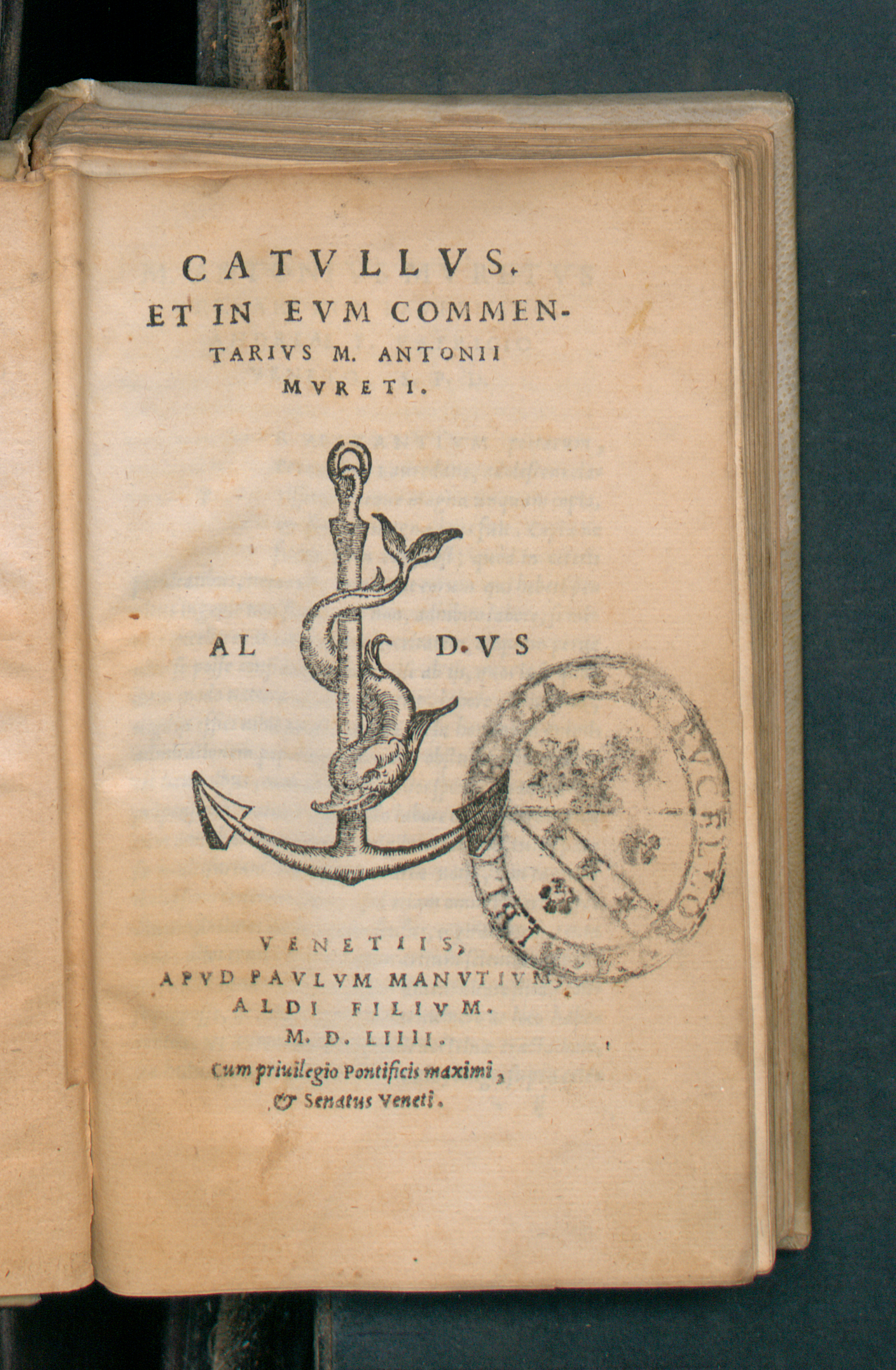
Carmina, 1554.

On dénombre 116 pièces écrites en vers dans l’œuvre de Catulle, dont la plus longue compte 408 vers, et quelques autres fragments épars. Son œuvre nous est parvenue sous le titre de Carmina, mais aucun titre ne figure en tête de l’œuvre de Catulle. Certains manuscrits disent Catulli Veronensis Liber (Le Livre de Catulle de Vérone), là où Catulle lui-même parle de son libellus.
Le classement métrique semble être la seule et véritable unité de cette œuvre :
- des pièces 1 à 60 : pièces courtes de vers variés, mais généralement en vers iambiques ;
- des pièces 61 à 68 : pièces les plus étendues (62 et 64 en hexamètres dactyliques) (65 à 68 en distique élégiaque) ;
- des pièces 69 à 116 : épigrammes en distiques élégiaques.

### De l’élégie à l’épigramme
Catulle étale sa passion au grand jour, le plus souvent inassouvie et malheureuse : il ne semble manquer ni de courage ni du sens de la provocation, même s'il est malaisé d'établir son degré de sincérité. C'est en ce sens qu'on peut le considérer comme un précurseur du genre élégiaque à Rome, genre qui était déjà consacré avant lui dans la littérature grecque. Les sentiments qu'un homme pouvait nourrir à l'égard d'une femme avaient, chez les Romains, quelque chose de ridicule, de dégradant, voire d'humiliant. La relation homme-femme était le plus souvent conçue dans une perspective de procréation et revêtait souvent un caractère vénal. La passion amoureuse était presque, pour ainsi dire, indigne d'un homme libre et d'un citoyen romain. Qui plus est, Catulle fait état d'un amour pluriel : il aime les femmes comme les hommes, suivant la tradition romaine qui ne condamne pas l'homosexualité active effectuée avec un très jeune homme de condition servile. 
Certains vers, dédiés à son éromène Juventius, restent célèbres :

« Ah ! s’il m’était donné, Juventius, de baiser sans cesse tes yeux si doux,
Trois cent mille baisers ne pourraient assouvir mon amour ;
Que dis-je ? fussent-ils plus nombreux que les épis mûrs de la moisson,
Ce serait encore trop peu de baisers. »

— Catulle
Le poète aborde aussi le genre épigrammatique avec des pièces érotiques très explicites, attaquant divers ennemis en les menaçant de sévices sexuels. 
Mais on trouve tout aussi bien, dans l'œuvre du poète, des poèmes raffinés : les noces de Thétis et Pélée et l'abandon d'Ariane par Thésée (pièce 64), la célèbre Chevelure de Bérénice (pièce 66, version latine d'un poème grec de Callimaque) ou des poèmes d'amour déplorant par exemple sa pauvreté et la mort de son frère dans la pièce 68.
Catulle ne craignit pas enfin d'attaquer dans ses vers César qui, au lieu de s'en irriter, aurait gagné son amitié, suivant une tradition mal établie.

### Catulle, poète néo-alexandrin
L'alexandrinisme est la littérature qui, de la mort d'Alexandre à la conquête romaine, fleurit dans les grandes villes hellénistiques : Alexandrie, Pergame, Antioche. Cosmopolite et savante, elle a le culte de la forme et abandonne les grands genres au profit de l'idylle (Théocrite), de l'épigramme (Callimaque), de l'élégie par exemple. C'est d'elle que s'inspirent les pœtæ novi du Ier siècle av. J.-C., pour la plupart des Cisalpins. Son influence (qui s'exercera encore sur Virgile) est surtout sensible dans le second groupe des poèmes de Catulle : épithalames, poèmes mythologiques, élégies, d'une composition artificiellement complexe et d'un style précieusement travaillé.

### Éditions et traductions
Ses poésies, longtemps perdues, n'ont été retrouvées qu’au XIVe siècle. Parmi les nombreuses éditions qui ont paru, on en remarque plusieurs :
- celle d'Isaac Vossius, Londres, 1684, in-4, enrichie d'un précieux commentaire ;
- celle de Friedrich Wilhelm Döring, Leipzig, 2 vol. in-8, 1788-1792 ;
- celle de Joseph Naudet, dans la Bibliothèque littéraire de Lemaire ;
- L. Schwabe (Berlin, 1886) ;
- M. Schuster (Leipzig, 1949) ;
- R.A.B. Mynors (Oxford, 1958).

Catulle a été traduit en français par :
- Alexandre-Frédéric-Jacques Masson de Pezay, 1777 ;
- Noël, 1803 ;
- Jean-Paul-Louis-Théodore Paulinier, 1840 ;
- Eugène Rostand, Paris, Hachette, 1882, 2 vol. in 8° ;
- Charles Héguin de Guerle (coll. « Panckoucke ») ;
- Ferdinand Collet (coll. « Nisard ») ;
- Pierre-Louis Guinguené a mis en vers les Noces de Thétis et Pélée ;
- Alfred Ernout, Paris, Les Belles Lettres, coll. « Guillaume Budé », 1964 ;
- Henri Bardon, Catulli Carmina, Bruxelles, coll. « Latomus » CXII, 1970[3] ;
- André Markowicz a écrit une version française qui imite les mètres latins : Le Livre de Catulle, Lausanne, éd. L'Âge d'Homme, 1985 ;
- Liber, traduit du latin et présenté par Pierre Feuga, Paris, Éditions de la Différence, coll. « Orphée », 1989 ;
- Jean-Paul Auxeméry propose une traduction plus « radicale » de quelques pièces : Catullus petit chien, éd. Tristram, 1999 ;
- Danièle Robert (préface, traduction et notes), Le Livre de Catulle de Vérone, Arles, Actes Sud, coll. « Thesaurus », 2004.
- Nicolas Waquet, Mille et cent baisers, choix de poèmes traduits en vers, Paris, Payot & Rivages, coll. « Rivages Poche Petite Bibliothèque », 2024 ;
- Jude Stéfan, De Catulle (et vingt transcriptions), Le Temps qu’il fait, 1990.

### Sources
- Marie-Nicolas Bouillet  et Alexis Chassang (dir.), « Catulle » dans Dictionnaire universel d’histoire et de géographie, 1878 (lire sur Wikisource)